# Seznam ulic v Brně-Kohoutovicích
Seznam ulic v Brně-Kohoutovicích uvádí přehled ulic a veřejných prostranství na území městské části Brno-Kohoutovice.

## Seznam
| Název              | Pojmenováno po               | Souřadnice                       | Obrázek | Commons               | RÚIAN   | Mapy.cz         |
| ------------------ | ---------------------------- | -------------------------------- | ------- | --------------------- | ------- | --------------- |
| Antonína Procházky | Antonín Procházka            | 49°11′39″ s. š., 16°33′36″ v. d. |         | Antonína Procházky    | 20931   | stre&id=78939   |
| Axmanova           | Emil Axman                   | 49°11′21″ s. š., 16°32′8″ v. d.  |         |                       | 21016   | stre&id=78947   |
| Bašného            | František Bašný              | 49°11′36″ s. š., 16°32′3″ v. d.  |         | Bašného               | 21121   | stre&id=78958   |
| Bellova            | Ján Levoslav Bella           | 49°11′35″ s. š., 16°31′44″ v. d. |         | Bellova (Brno)        | 21199   | stre&id=78965   |
| Borodinova         | Alexandr Porfirjevič Borodin | 49°11′47″ s. š., 16°32′41″ v. d. |         |                       | 21547   | stre&id=78999   |
| Chalabalova        | Zdeněk Chalabala             | 49°11′34″ s. š., 16°32′34″ v. d. |         |                       | 22080   | stre&id=79053   |
| Chopinova          | Fryderyk Chopin              | 49°11′44″ s. š., 16°31′51″ v. d. |         |                       | 22241   | stre&id=79069   |
| Desátková          | desátek                      | 49°11′36″ s. š., 16°32′19″ v. d. |         |                       | 22624   | stre&id=153595  |
| Glinkova           | Michail Ivanovič Glinka      | 49°11′42″ s. š., 16°32′38″ v. d. |         |                       | 23531   | stre&id=79197   |
| Jírovcova          | Vojtěch Jírovec              | 49°11′23″ s. š., 16°32′20″ v. d. |         | Jírovcova (Brno)      | 25054   | stre&id=79349   |
| Kopaniny           |                              | 49°11′28″ s. š., 16°32′20″ v. d. |         |                       | 25976   | stre&id=79441   |
| Libušina třída     | Libuše                       | 49°11′29″ s. š., 16°31′48″ v. d. |         | Libušina třída (Brno) | 27456   | stre&id=79590   |
| Libušino údolí     | Libuše                       | 49°11′50″ s. š., 16°33′2″ v. d.  |         | Libušino údolí (Brno) | 27014   | stre&id=79546   |
| Musorgského        | Modest Petrovič Musorgskij   | 49°11′39″ s. š., 16°32′35″ v. d. |         |                       | 28240   | stre&id=79668   |
| Myslivečkova       | Josef Mysliveček             | 49°11′39″ s. š., 16°32′12″ v. d. |         |                       | 28291   | stre&id=79673   |
| Myslivní           | hájovna                      | 49°11′22″ s. š., 16°32′31″ v. d. |         |                       | 28304   | stre&id=79674   |
| Nad Pisárkami      | Pisárky                      | 49°11′10″ s. š., 16°33′6″ v. d.  |         | Nad Pisárkami         | 36391   | stre&id=80478   |
| Nedbalova          | Oskar Nedbal                 | 49°11′32″ s. š., 16°32′6″ v. d.  |         |                       | 28681   | stre&id=79711   |
| Návrší Svobody     | vznik Československa         | 49°11′26″ s. š., 16°32′33″ v. d. |         |                       | 28673   | stre&id=79710   |
| Pavlovská          | Pavlov                       | 49°11′19″ s. š., 16°31′51″ v. d. |         |                       | 29424   | stre&id=79785   |
| Pisárecká          | Pisárky                      | 49°11′28″ s. š., 16°33′46″ v. d. |         | Pisárecká             | 29599   | stre&id=79801   |
| Piňosova           | Alois Piňos                  | 49°11′31″ s. š., 16°32′29″ v. d. |         |                       | 2586410 | stre&id=5197123 |
| Potocká            | Kohoutovický potok           | 49°11′27″ s. š., 16°32′33″ v. d. |         | Potocká (Brno)        | 30139   | stre&id=79855   |
| Prokofjevova       | Sergej Sergejevič Prokofjev  | 49°11′32″ s. š., 16°32′39″ v. d. |         |                       | 30261   | stre&id=79868   |
| Richtrova          | František Xaver Richter      | 49°11′42″ s. š., 16°32′29″ v. d. |         | Richtrova (Brno)      | 30821   | stre&id=79924   |
| Stamicova          | Jan Václav Stamic            | 49°11′49″ s. š., 16°32′16″ v. d. |         | Stamicova (Brno)      | 33499   | stre&id=80189   |
| Svahová            | svah                         | 49°11′27″ s. š., 16°32′8″ v. d.  |         |                       | 36897   | stre&id=80528   |
| Talichova          | Václav Talich                | 49°11′31″ s. š., 16°31′57″ v. d. |         |                       | 33073   | stre&id=80147   |
| Travní             | tráva                        | 49°10′58″ s. š., 16°33′7″ v. d.  |         |                       | 37010   | stre&id=80540   |
| U Velké ceny       | Grand Prix ČR                | 49°11′54″ s. š., 16°31′50″ v. d. |         |                       | 33804   | stre&id=80220   |
| Ulička             |                              | 49°11′35″ s. š., 16°32′11″ v. d. |         |                       | 33961   | stre&id=80236   |
| Vaňhalova          | Jan Křtitel Vaňhal           | 49°11′37″ s. š., 16°32′24″ v. d. |         |                       | 34266   | stre&id=80266   |
| Voříškova          | Jan Václav Hugo Voříšek      | 49°11′56″ s. š., 16°31′56″ v. d. |         | Voříškova (Brno)      | 34801   | stre&id=80320   |
| Výletní            | místo                        | 49°11′31″ s. š., 16°32′11″ v. d. |         |                       | 35041   | stre&id=80344   |
| Řadová             |                              | 49°11′25″ s. š., 16°32′9″ v. d.  |         |                       | 36757   | stre&id=80514   |
| Šárka              | Divoká Šárka                 | 49°11′37″ s. š., 16°33′1″ v. d.  |         | Šárka (Brno)          | 32620   | stre&id=80103   |
| Žebětínská         | Žebětín                      | 49°11′41″ s. š., 16°32′14″ v. d. |         | Žebětínská            | 35807   | stre&id=80420   |